# Laboratoriegatan

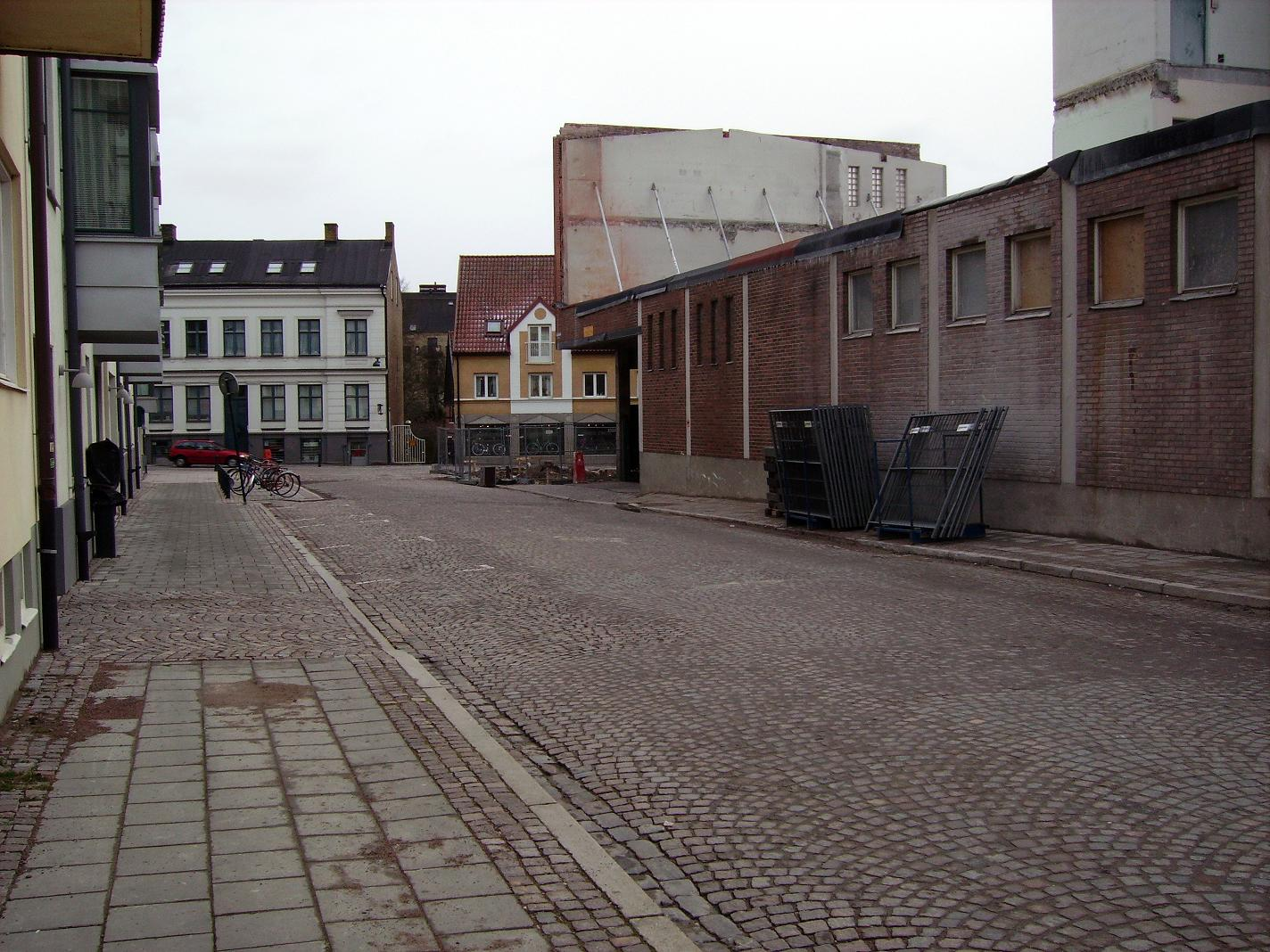
Laboratoriegatan

Laboratoriegatan är en gata i Lund mellan Magle Lilla Kyrkogata och Östra Mårtensgatan. Gatan genomgick omfattande förändringar under 1960-talet när man rev mycket av den småhusbebyggelse som fanns där då. Detta har präglade gatan fram till 2005 när omfattande förändringar påbörjades på gatans båda sidor.
Fram till 2004 fanns det på gatans östra sidan en lerig parkeringsplats och ett gatuhus med en affär. Så har gatan sett ut sedan 1960-talet då man rev de hus som fanns här. Sedan dess har det funnits en grusig parkeringsplats med containrar och brädor på platsen. I februari 2004 fick tomternas ägare rivningstillstånd. Gatuhuset revs och istället ska det byggdes två hus. Huset vid hörnet Laboratoriegatan-Östra Mårtensgatan fick två våningar och det andra huset fick tre våningar med inredd vind. Allt som allt blir det fjorton bostadsrätter. Dessutom finns plats för butiker på bottenvåningen.
I gatuhuset fanns tidigare Lindelöfs cykelaffär, men de fick stänga när kommunen beslutade ombyggnad. Kvarteret där tomten ligger heter Blekhagen.
På västra sidan byggdes 1969 en byggnad för Domus varumottagning. I början av 2008 påbörjades en rivning av överdelen på Domushusets baksida som sedan återuppbyggdes för att bli ett lägenhetshotell. Detta stod klart i början av 2009 och gav 80 hotellägenheter.

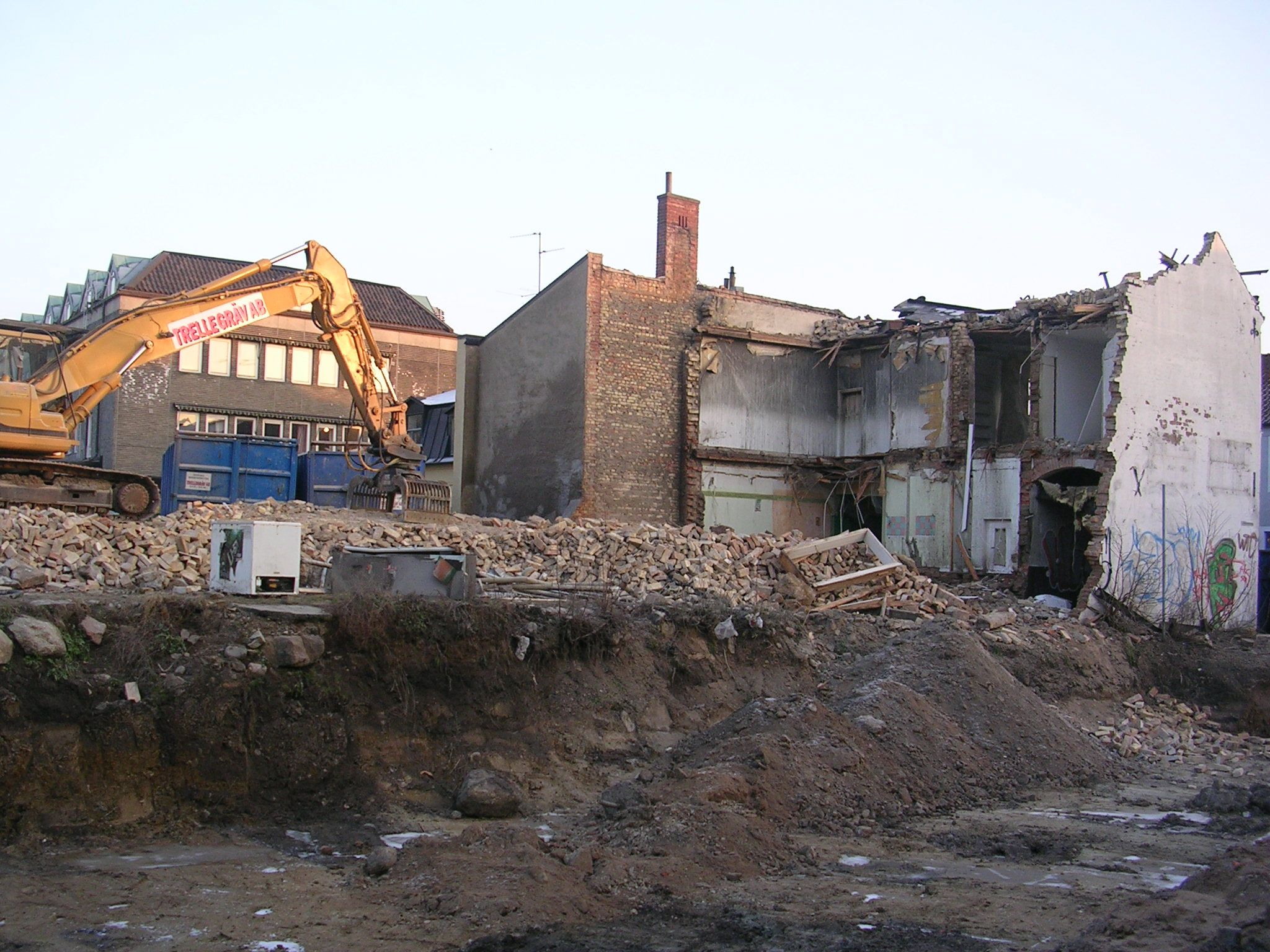
Östra sidan 2005.
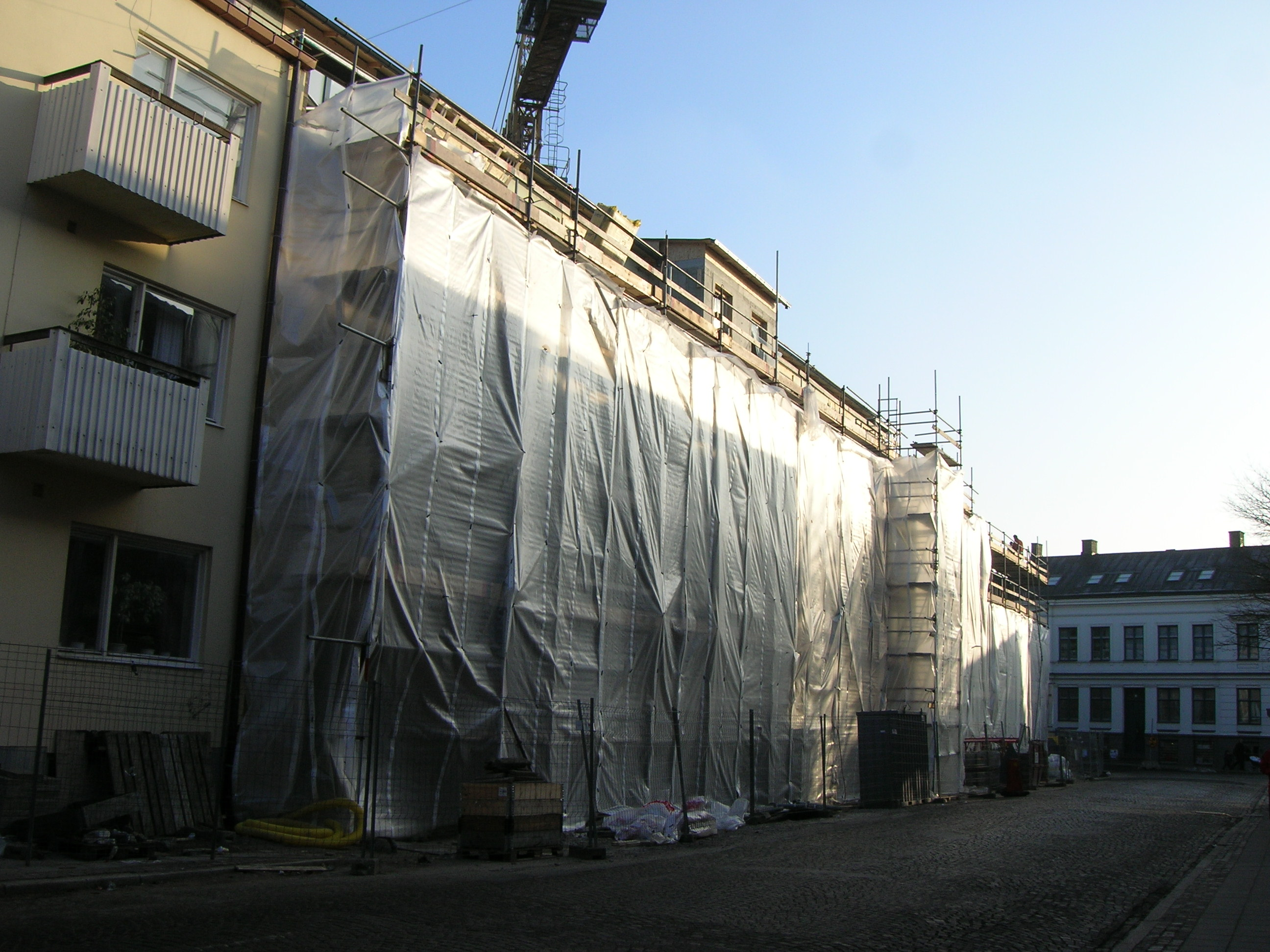
Östra sidan 2006.
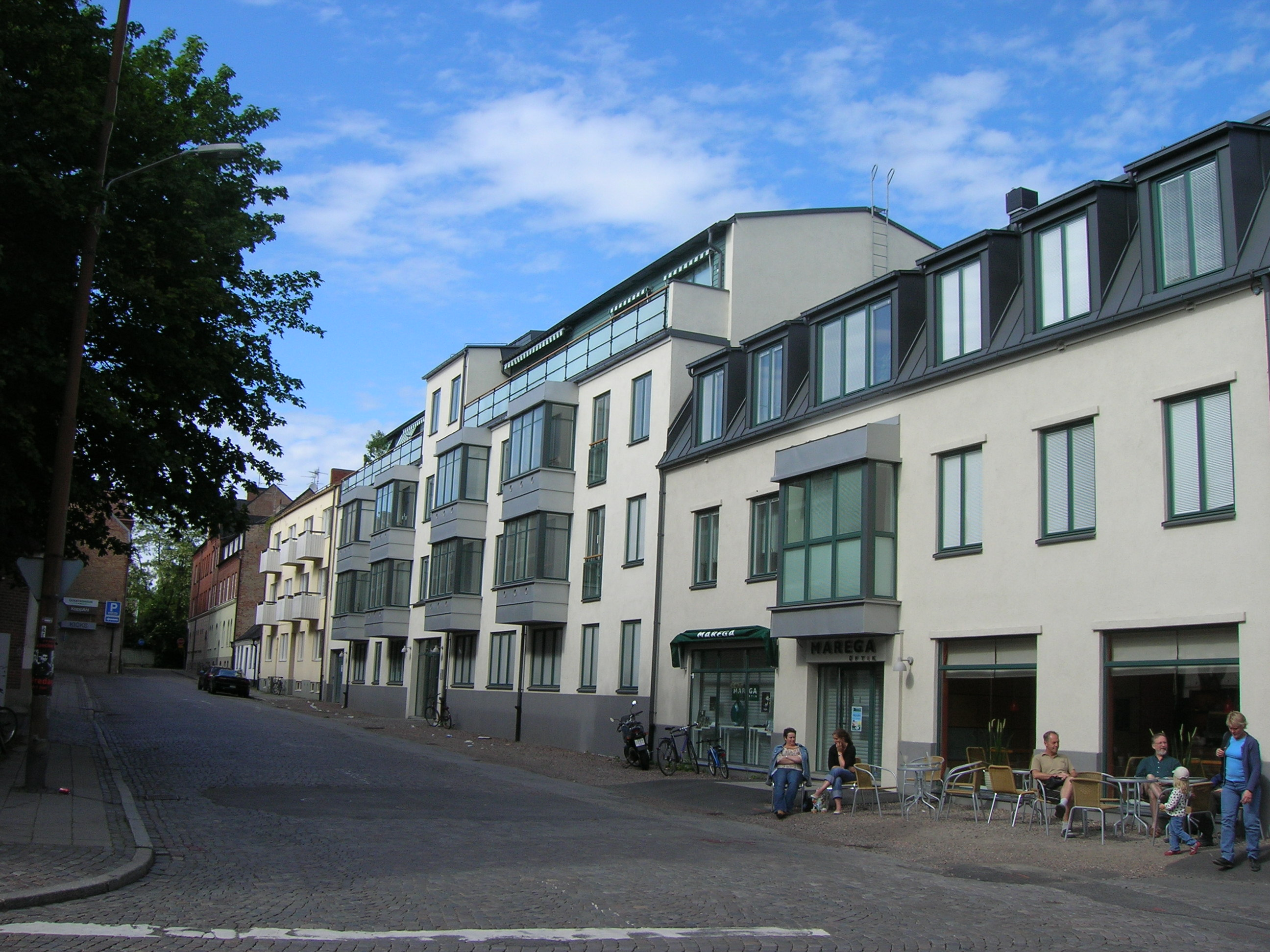
Östra sidan 2007.
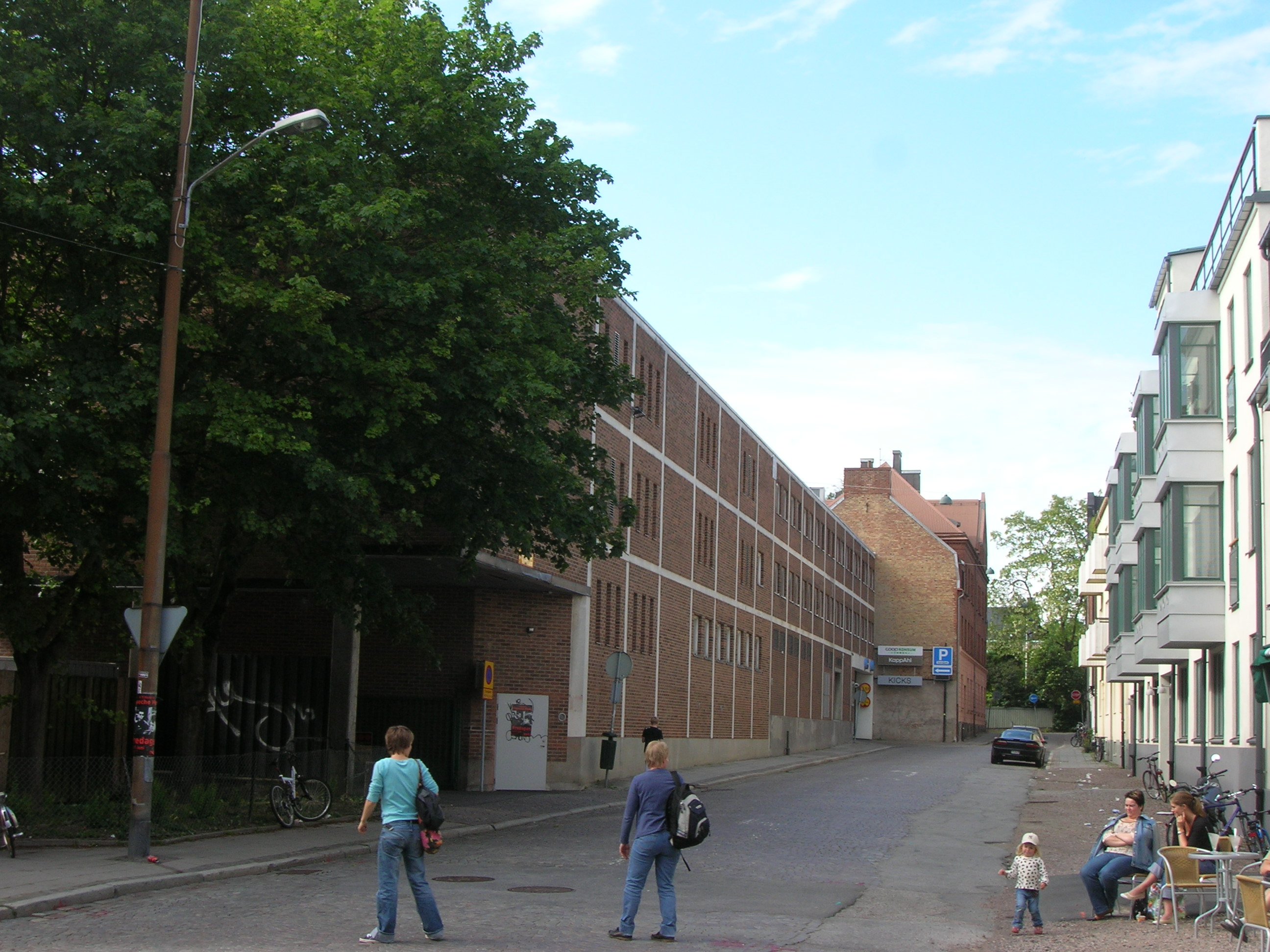
Västra sidan 2007.
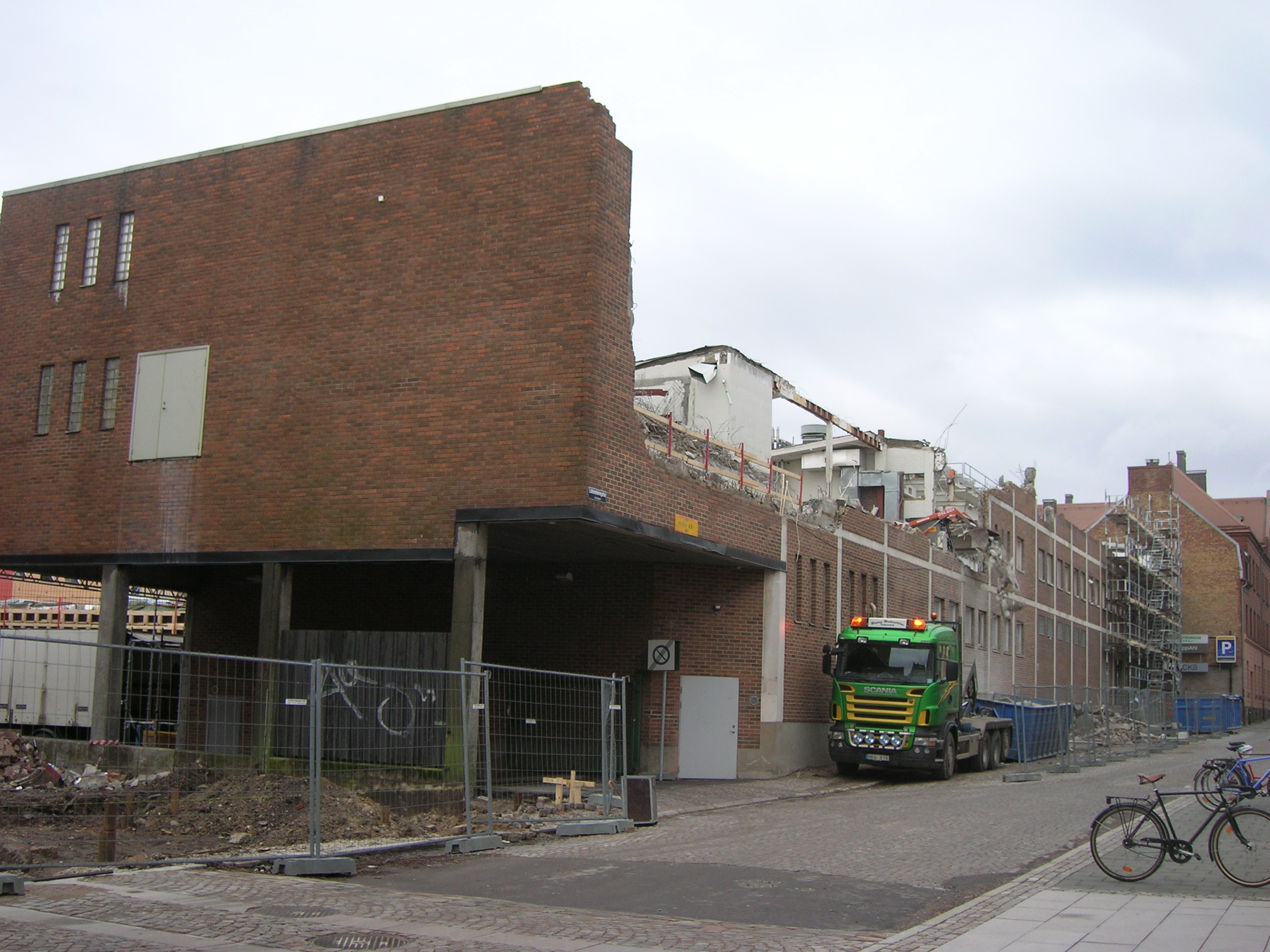
Västra sidan 2008.